# Ibrahima Cissé (Fußballspieler, 2001)
Ibrahima Cissé (* 15. Februar 2001 in Dreux, Frankreich) ist ein malischer Fußballspieler. Er steht seit 2022 beim FC Schalke 04 unter Vertrag und ist malischer Nationalspieler.

## Vereinskarriere

### Anfänge in Belgien
Cissé begann in seiner Geburtsstadt beim FC Drouais mit dem Fußballspielen, ehe er 2017 in die Jugend von LB Châteauroux wechselte. Zur Saison 2019/20 wechselte der 18-Jährige zum belgischen Erstligisten KAA Gent. Am 9. Dezember 2021 gab er sein Pflichtspieldebüt für die erste Mannschaft in der UEFA Europa Conference League beim 1:0-Sieg im Gruppenspiel gegen den estnischen Vertreter FC Flora Tallinn. Cissés erstes Spiel im Ligaalltag war das 2:2 am 14. Januar 2022 am 22. Spieltag gegen KV Kortrijk. Am Ende der Saison 2021/22 wurde der Verein belgischer Pokalsieger; Cissé kam in diesem Wettbewerb jedoch nicht zum Einsatz.

### FC Schalke 04
Zur Saison 2022/23 wechselte er in die Bundesliga zum FC Schalke 04. Beim Aufsteiger unterschrieb Cissé einen Vertrag mit einer Laufzeit bis 2026. In seinem ersten Vertragsjahr kam Cissé lediglich in der zweiten Mannschaft des Vereins in der Regionalliga West zu Einsätzen. Seinen ersten Pflichtspieleinsatz für die erste Mannschaft absolvierte er nach deren Abstieg in die 2. Bundesliga unter Trainer Thomas Reis am ersten Spieltag der neuen Saison 2023/24 gegen den Hamburger SV. Bei der 5:3-Niederlage erhielt er in der zweiten Halbzeit einen Platzverweis. Anschließend spielte er zunächst erneut nur noch in der zweiten Mannschaft, ehe er am Ende der Saison unter dem neuen Trainer Karel Geraerts noch zu drei weiteren Zweitliga-Einsätzen kam.
Aufgrund seiner Teilnahme mit der malischen Nationalmannschaft an der Olympiade verpasste er im Sommer 2024 mit den Schalkern die Saisonvorbereitung. Dennoch wurde er am 1. Spieltag der Saison 2024/25 beim 5:1-Heimsieg gegen Eintracht Braunschweig gegen Ende des Spiels eingewechselt. Aufgrund einer Verletzung von Tomáš Kalas rückte er am 2. Spieltag beim Auswärtsspiel gegen den 1. FC Nürnberg in die Stammformation als Innenverteidiger neben Marcin Kamiński. Er erzielte mit der zwischenzeitlichen 0:1-Führung sein erstes Tor in einem Pflichtspiel für die Profimannschaft der Schalker. Dennoch ging das Spiel auch aufgrund eines umstrittenen Platzverweises gegen Ron Schallenberg mit 3:1 verloren. Am folgenden Spieltag bildete er beim 2:2-Auswärtsspiel gegen den 1. FC Magdeburg gemeinsam mit Felipe Sánchez sowie eine Woche später bei der 1:3-Niederlage gegen den 1. FC Köln gemeinsam mit Ron Schallenberg die Innenverteidigung. Im Anschluss fand er erneut keine Berücksichtigung mehr im Profikader und trainierte wieder mit der zweiten Mannschaft, bestritt dort bis zum Saisonende jedoch ebenfalls nur noch ein Spiel.

## Nationalmannschaft
Im Sommer 2023 wurde Cissé für den U23-Afrika-Cup in die malische U23-Nationalmannschaft berufen. Er debütierte am 23. Juni 2023 beim Auftaktspiel Malis gegen Gabun und stand auf Anhieb in der Startformation. Auch die restlichen vier Spiele bestritt er von Beginn an und konnte sich im Spiel um Platz 3 gegen Guinea den dritten Platz des Turniers im Elfmeterschießen sichern, was gleichbedeutend mit der Qualifikation Malis für das Fußballturnier der olympischen Sommerspiele 2024 war. Er selbst wurde aufgrund seiner guten Leistung in die Elf des Turniers gewählt.
Im Sommer 2024 gehörte er dem Kader Malis bei den Olympischen Sommerspielen in Paris an. Im Vorbereitungstestspielsieg gegen Usbekistan führte Cissé sein Team zudem als Kapitän aufs Feld. Während des Turniers kam er in zwei von drei Spielen zum Einsatz, ehe die Mannschaft ausschied.
Im Oktober 2024 berief ihn Nationaltrainer Tom Saintfiet erstmals in den Kader der malischen A-Nationalmannschaft. Während Cissé bei den anschließenden Qualifikationsspielen für den Afrika-Cup noch ohne Einsatz blieb, gab er schließlich im November 2024 sein Länderspieldebüt, als er beim 6:0-Sieg gegen Eswatini in der zweiten Halbzeit für Mamadou Fofana eingewechselt wurde.

## Titel
- Belgischer Pokalsieger: 2022 (ohne Einsatz)

## Privates
Seine älteren Brüder Kalifa (* 1984) und Salif (* 1992) sind ebenfalls Fußballspieler.